# Special-Atelieret
Special-Atelieret for Kabinetskort (ca. 1890-1905), senere Atelier Elegance og Atelier Populær (1905-1912) var en dansk fotografisk forretning i København.
Fotograferne bag var "W. Gollmann og (P.N.) Hansen", dvs. Friedrich Martin Wolfgang Gollmann (11. januar 1858 – ?) og formentlig enten Peter Nicolai Hansen (11. januar 1857 – ?) eller Peter Nikolaj Hansen (11. juni 1859 – ?).
Atelieret, der primært optog portrætfotografi, blev tilkendt medalje på verdensudstillingen i Paris 1900 samt udstillingerne i Berlin 1897 og Malmø 1896. Det annoncerede Fotografering paa mørke Dage og om Aftenen ved elektrisk Lys.
Indtil 1905 havde de to fotografer forretning i Østergade 3. De overtog formentlig omkring 1890 Robert Gaudenzis atelier, eftersom han døde 1889. I 1905 overtog de Jens Petersens atelier i Østergade 34 (Til April Flyttedag 1905 henflyttes Atelieret til Østergade Nr. 34, og fortsættes under Navn: Atelier "Elegance").